# Druk Air
Druk Air Corporation Limited (дзонґ-ке འབྲུག་མཁའ་འགྲུལ་ལས་འཛིན།, Вайлі:  'brug mkha' 'grul las 'dzin, лат. drug mkha rul la zin) — флагманська авіакомпанія королівства Бутан. У цієї авіакомпанії невелика кількість напрямів, що охоплюють сусідні з Бутаном Індію, Непал, Таїланд, Бангладеш (раніше також М'янму). Основною базою є Міжнародний аеропорт Паро. На логотипі компанії зображений дракон — символ Бутану. Назва Druk Air означає «Драконова авіакомпанія», так само як і Бутан називається «драконовою країною».
Компанія була заснована в 1981 році, перший рейс до Калькутти був здійснений в 1983 році.

## Флот

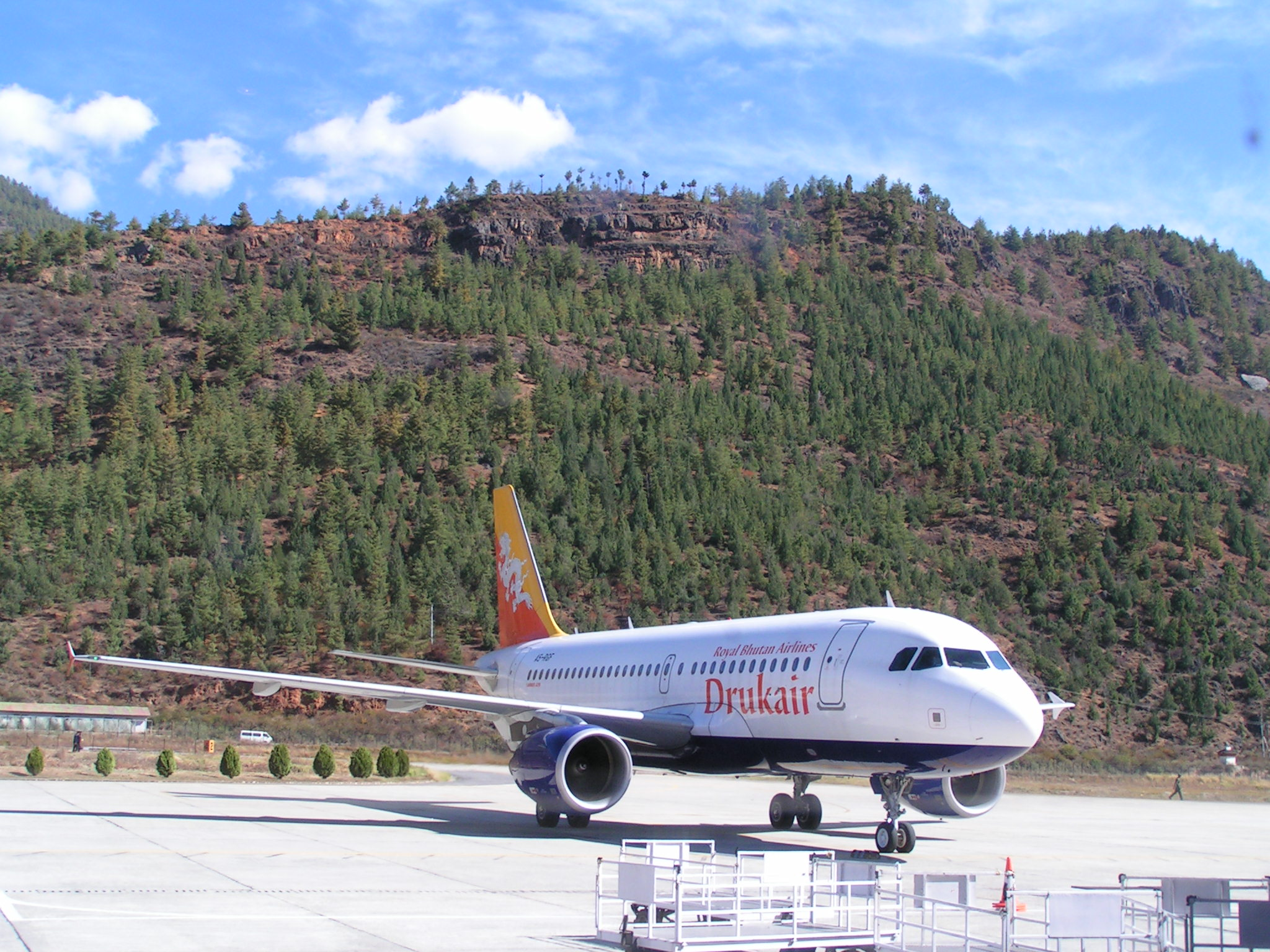
Аеробус A 319 в Паро

На 1 травня 2010 року в розпорядженні авіакомпанії було три літаки:
Авіапарк авіакомпанії цікавий тим, що у зв'язку зі складними умовами зльоту в аеропорту Паро (відразу за смугою починається високий пагорб), авіакомпанія замовила на свої A319 двигуни CFM International CFM56, які зазвичай встановлюються на більш важку модель A320. Це забезпечило літакам необхідну швидкість підйому.

## Пункти призначення
Druk Air здійснює регулярні рейси в наступні пункти призначення:
| Пункти призначення Druk Air | Пункти призначення Druk Air | Пункти призначення Druk Air                     | Пункти призначення Druk Air |
| --------------------------- | --------------------------- | ----------------------------------------------- | --------------------------- |
| Країна                      | Місто                       | Аеропорт                                        |                             |
| Бутан                       |                             |                                                 |                             |
| Бутан                       | Паро                        | Аеропорт Паро                                   |                             |
| Азія                        |                             |                                                 |                             |
| Бангладеш                   | Дакка                       | Міжнародний аеропорт Шахджалал                  |                             |
| Індія                       | Делі                        | Міжнародний аеропорт Індіри Ґанді               |                             |
|                             | Гая                         | Аеропорт Гая                                    |                             |
|                             | Ґувахаті                    | Міжнародний аеропорт Локпрія Гопінат Бордолоі   |                             |
|                             | Колката                     | Міжнародний аеропорт Нетаджі Субхас Чандра Боса |                             |
|                             | Сіліґурі                    | Аеропорт Багдогра                               |                             |
| Непал                       | Катманду                    | Міжнародний аеропорт Трібхувана                 |                             |
| Таїланд                     | Бангкок                     | Суварнабхумі                                    |                             |